# Martinis and Bikinis
Martinis & Bikinis è il settimo album in studio della cantante e cantautrice statunitense Sam Phillips, pubblicato l'8 marzo 1994 e ripubblicato il 17 luglio 2012.
Il brano Circle of Fire è stato nominato per la migliore performance vocale rock femminile alla 37ª edizione dei Grammy Awards.
Secondo quanto riferito, le fotografie incluse nella copertina dell'album hanno portato al ruolo di Phillips come terrorista muto nel film Die Hard - Duri a morire.

## Tracce
1. Love and Kisses – 0:56
2. Signposts – 2:19
3. Same Rain – 4:11
4. Baby, I Can't Please You – 3:30
5. Circle of Fire – 3:12
6. Strawberry Road – 4:05
7. When I Fall – 5:07
8. Same Changes – 4:44
9. Black Sky – 4:03
10. Fighting with Fire – 3:00
11. I Need Love – 3:39
12. Wheel of the Broken Voice – 4:00
13. Gimme Some Truth – 3:27